# Однажды за один раз (телесериал, 2017)
«Живём Сегодняшним Днём» (англ. One Day at a Time) — американский ситком Netflix, основанный на одноимённом ситкоме 1975 года. Авторами телесериала являются Глория Кальдерон Келлетт и Майк Ройс. Главные роли исполнили Жустина Мачадо, Тодд Гриннелл, Изабелла Гомес, Марсель Руис, Стивен Тоболовски и Рита Морено. Премьера телесериала состоялась 6 января 2017 года.
4 марта 2017 года сериал был продлён на второй сезон, премьера которого состоялась 26 января 2018 года. 26 марта 2018 года был заказан третий сезон, который вышел 8 февраля 2019 года.
14 марта 2019 года сериал был закрыт после трёх сезонов. 28 июня 2019 года телеканал Pop TV заказал съёмки четвёртого сезона, который из-за пандемии в итоге состоял из семи серий. В ноябре 2020 года сериал был отменён Pop после четвёртого сезона, но Sony Pictures TV будет пытаться продать сериал другим телесетям.

## Сюжет
Сюжет сериала вращается вокруг кубино-американской семьи. Главой семейства является Пенелопа, разведённая военный ветеран, которая воспитывает двоих детей: социально неприспособленного сына-подростка и упрямую дочку-феминистку. Мать Пенелопы Лидия помогает Пенелопе с детьми и домашними делами.

## В ролях
- Жустина Мачадо в роли Пенелопы Альварес
- Тодд Гриннелл в роли Дуэйна Шнидера
- Изабелла Гомес в роли Елены Альварес
- Марсель Руис в роли Алекса Альвареса
- Стивен Тоболовски в роли доктора Берковица
- Рита Морено в роли Лидии

## Отзывы критиков
На сайте-агрегаторе Rotten Tomatoes первый сезон держит 95 % «свежести», что основано на 20 отзывах со средним рейтингом 7,6/10.Критический консенсус сайта гласит: «„Однажды за один раз“ вдохнул новую жизнь в оригинал Нормана Лира. Живой, сильный и гордый своей олдскульностью ситком усиливает великолепная душевная актёрская игра Риты Морено и Жустины Мачадо».